# Сусанино (Ленинградская область)
Суса́нино — посёлок в Гатчинском муниципальном округе, бывший административный центр Сусанинского сельского поселения.

## История
КОВШОВКО МАЛОЕ — деревня госпожи Крестовской, по просёлочной дороге, число дворов — 1, число душ — 8 м. п. (1856 год)

Согласно «Топографической карте частей Санкт-Петербургской и Выборгской губерний» в 1860 году деревня называлась Малая Ковшова (Высоцкое) и состояла из 2 крестьянских дворов.

КОВШОВКА МАЛАЯ — деревня владельческая при колодце, число дворов — 2, число жителей: 6 м. п., 4 ж. п. (1862 год)

Согласно карте 1879 года деревня называлась Малая Ковшова и состояла из 1 крестьянского двора.

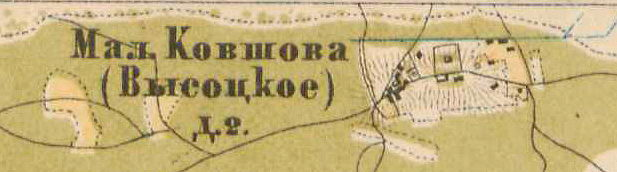
План деревни Малая Ковшова. 1885 год

В 1885 году деревня Малая Ковшова (Высоцкое) насчитывала 2 двора.
Согласно материалам по статистике народного хозяйства Царскосельского уезда 1888 года мыза Малая Ковшовка принадлежала местному крестьянину А. Кириллову. Ещё три мызы Малая Ковшовка принадлежали местным крестьянам А. С., И. С. и П. С. Лукконе.
В конце XIX века деревня административно относилась к Рождественской волости 2-го стана Царскосельского уезда Санкт-Петербургской губернии, в начале XX века — к Гатчинской волости.
В начале 1900-х годов земля при вновь открытой станции Царскосельской железной дороги, входившая ранее в состав Красницкого удельного имения, была приобретена «крестьянином Петром Лиуконеном». Часть земли он использовал под свою усадьбу, а остальную продал под дачи. Всего было построено более 50 дач.
По данным «Памятной книжки Санкт-Петербургской губернии» за 1905 год мыза Малая Ковшовка принадлежала крестьянам деревни Порицы: Андрею Лукконе, Ивану Степанову и Андрею Кирилову (он же Мавря).
В 1910 году по проекту архитектора Б. Н. Басина в дачном посёлке был построен храм в память 300-летия дома Романовых и освящён во имя Казанской иконы Божией Матери.
В 1914 году, по просьбе местных жителей, железнодорожная станция и деревня Малая Ковшовка были переименованы в честь народного героя Ивана Сусанина в Сусанино.
Согласно данным переписи населения СССР 1926 года в посёлке Сусанино Сусанинского сельсовета Слуцкой волости Троцкого уезда проживали 763 человека, большинство русские, а также поляки, эстонцы, финны, белорусы, литовцы, евреи и немцы.
По данным 1933 года дачный посёлок Сусанино являлся административным центром Сусанинского сельсовета Красногвардейского района, в который кроме него самого входил ещё дачный посёлок Семрино, общей численностью населения 985 человек.
По административным данным на 1 января 1935 года в дачном посёлке Красногвардейского района Сусанино проживали 1884 человека.
По данным 1936 года в состав Сусанинского сельсовета входили 2 населённых пункта, насчитывающих 29 хозяйств.

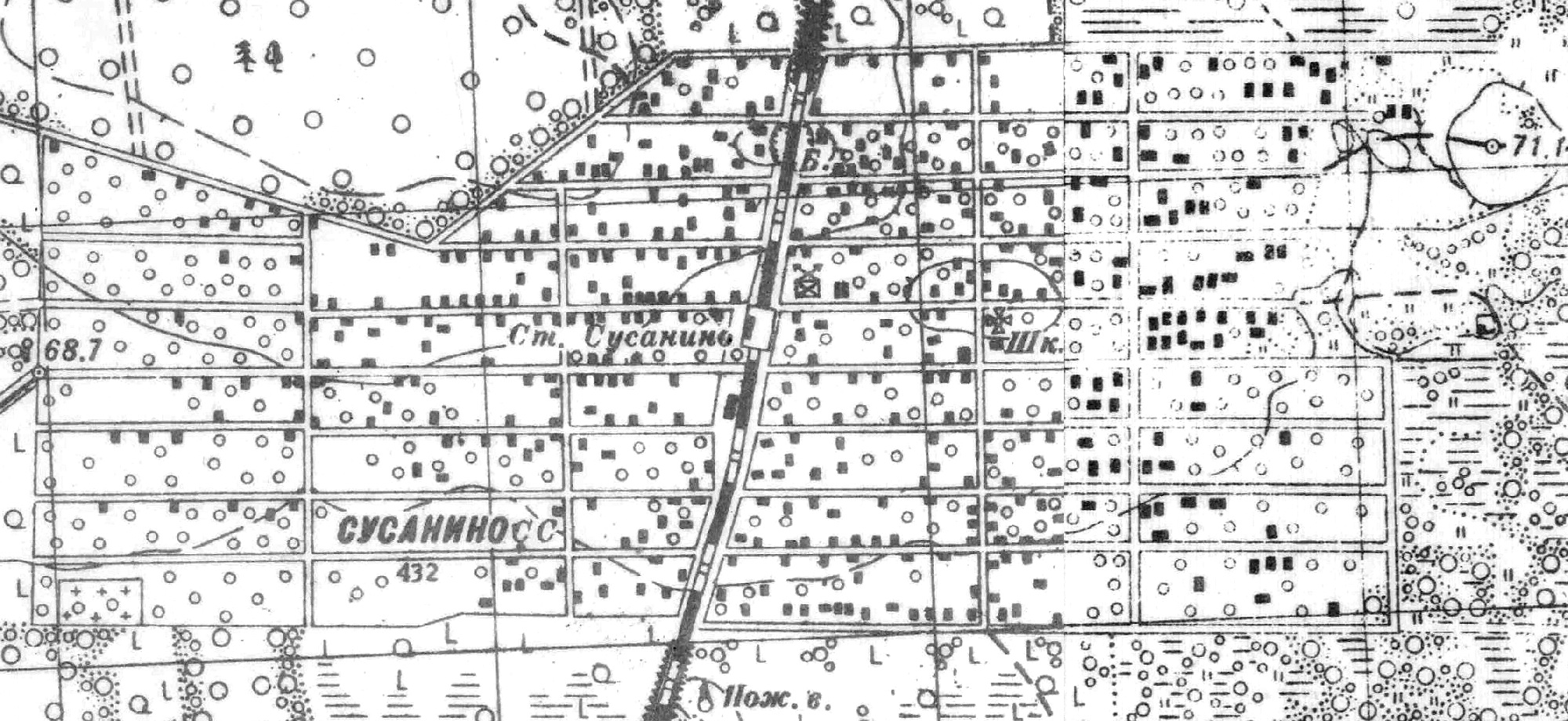
План посёлка Сусанино. 1939 год

Согласно топографической карте 1939 года посёлок насчитывал 432 двора. В посёлке была своя школа, церковь и пожарная каланча.
Во время 2-й Мировой войны посёлок был оккупирован немецкими войсками. На постоянной основе немецкие части в посёлке не располагались. Освобождён 26 января 1944 года.
В 1958 году население посёлка Сусанино составляло 4140 человек.
По данным 1966 и 1973 годов посёлок являлся административным центром Сусанинского сельсовета.
По данным 1990 года в посёлке Сусанино проживали 2992 человека. Посёлок являлся административным центром Сусанинского сельсовета в который входили 9 населённых пунктов: деревни Виркино, Заборье, Ковшово, Красницы, Мыза; посёлки Кобралово, Семрино, Сусанино; посёлок при станции Владимирская, общей численностью населения 8095 человек.
В 1997 году в посёлке проживал 2391 человек, в 2002 году — 2195 человек (русские — 88 %), в 2007 году — 2100, в 2009 году — 2010.

## География
Посёлок расположен в северо-восточной части района на автодороге 41К-222 (Семрино — Ковшово).
В центре посёлка находится железнодорожная платформа Сусанино.
Расстояние до административного центра района, Гатчины — 21 км.

## Демография
| 1862  | 1935  | 1990  | 1997  | 2007  | 2009  | 2010  |
| ----- | ----- | ----- | ----- | ----- | ----- | ----- |
| 10    | ↗1884 | ↗2992 | ↘2391 | ↘2100 | ↘2010 | ↗2326 |
| 2017  | 2021  |       |       |       |       |       |
| ↗2560 | ↗3994 |       |       |       |       |       |

### Национальный состав
Согласно данным Всероссийской переписи населения 2021 года в посёлке проживали 3994 человека, из них:
русские — 3144, цыгане — 58, украинцы — 15, евреи — 5, узбеки — 5, финны — 5, татары — 4, молдаване — 3, азербайджанцы — 2, белорусы — 2, корейцы — 2, мордва — 2, мордва-эрзя — 2, вепсы — 1, туркмены — 1, другие национальности — 13 человек, остальные национальность не указали.

## Достопримечательности
- Церковь Казанской иконы Божией Матери, постройки 1907—1910 годов. Архитектор Б. Н. Басин.
- Вокзал (нивелировочный знак 1913 года)

## Предприятия и организации
- Амбулатория
- Отделение почтовой связи
- Администрация Сусанинского сельского поселения
- Сусанинский культурно-досуговый центр
- Сусанинская сельская библиотека
- Бензозаправка
- Пункт выдачи Ozon

## Образование
В посёлке есть средняя общеобразовательная школа:
- МБОУ Сусанинская СОШ[27]

## Транспорт
От Гатчины до Сусанино можно доехать на автобусе № 538.

## Фото

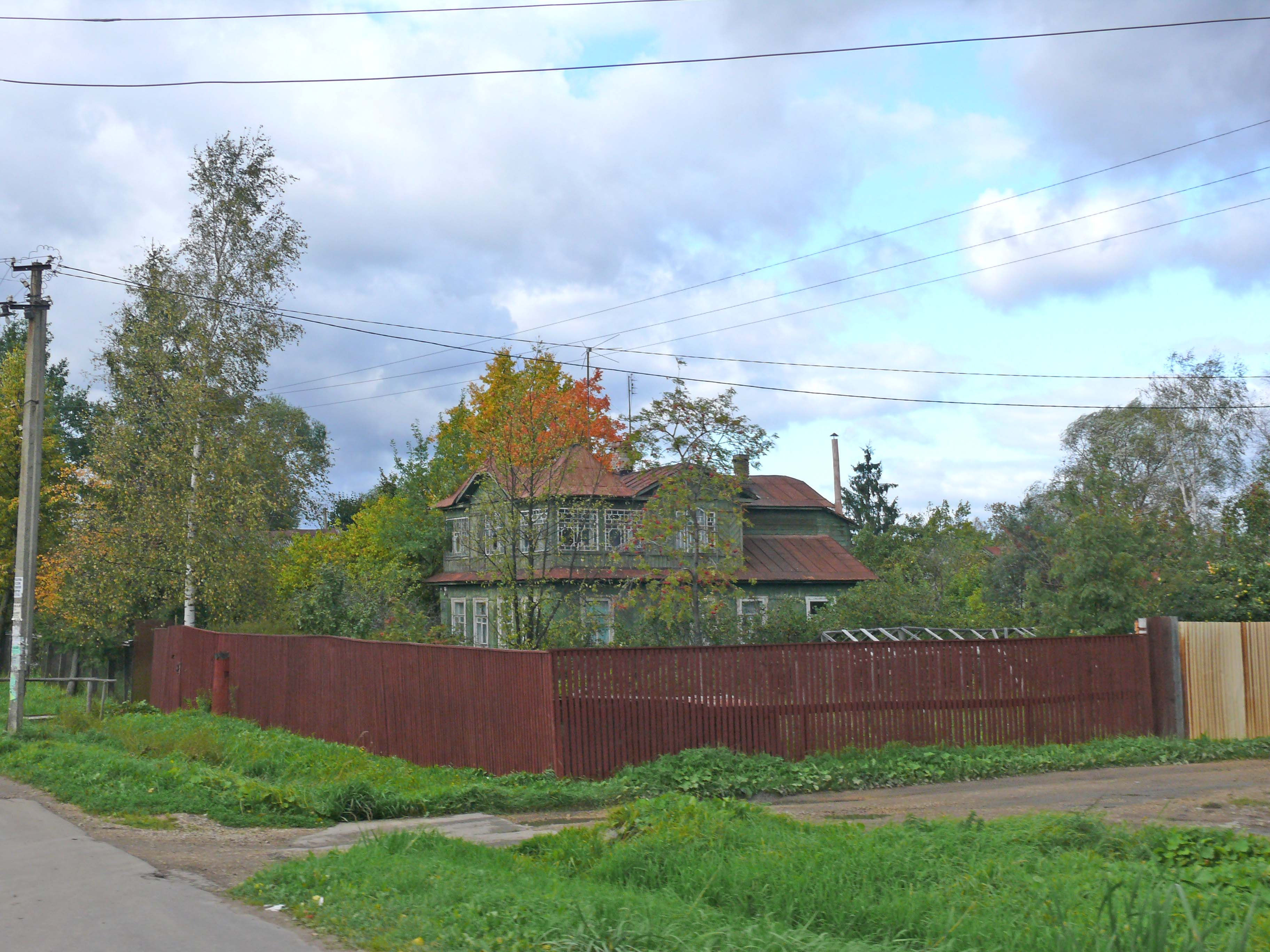
Дом в посёлке Сусанино
Воинский мемориал

## Улицы
1 Мая, 1-я линия, 2-я линия, 3-я линия, 4-я линия, 5-я линия, 6-я линия, 7-я линия, 8-я линия, 9-я линия, 10-я линия, проспект Володарского, казармы 49 км, казармы 51 км, Крайний переулок, Лермонтовский проспект, Лесной переулок, Некрасова, Островского, Павловский проспект, Петровский проспект, Пушкинская, Средний проспект, Чкалова.

## Садоводства
Уран.

## Образование
- МБОУ «Сусанинская СОШ»[29]